# Stenus caenicolus
Stenus caenicolus är en skalbaggsart som beskrevs av Notman. Stenus caenicolus ingår i släktet Stenus och familjen kortvingar. Inga underarter finns listade i Catalogue of Life.